# Аламбари
Аламбари (порт. Alambari)  —  муниципалитет в Бразилии, входит в штат Сан-Паулу. Составная часть мезорегиона Итапетининга. Входит в экономико-статистический  микрорегион Итапетининга. Население составляет 3908 человек на 2006 год. Занимает площадь 159,190 км². Плотность населения — 24,5 чел./км².

## История
Город основан в 1993 году.

## Статистика
- Валовой внутренний продукт на 2003 составляет 48.001.736,00 реалов (данные: Бразильский институт географии и статистики).
- Валовой внутренний продукт на душу населения на 2003 составляет 12.665,37 реалов (данные: Бразильский институт географии и статистики).
- Индекс развития человеческого потенциала на 2000 составляет 0,748 (данные: Программа развития ООН).